# Martin, Jan a Stašek
Martin, Jan a Stašek (14. století? – 11. července 1412) byli první mučedníci Husova reformního hnutí. Za bouře proti odpustkům v roce 1412 byli popraveni stětím, poněvadž v kostele reptali proti hlásání odpustků; následně byli slavnostně pohřbeni v Betlémské kapli.

## Bouře proti odpustkům v roce 1412
Dne 9. září 1411 vyhlásil papež Jan XXIII. (kterého církev později prohlásila za vzdoropapeže) křížovou výpravu proti neapolskému králi Ladislavovi I., jenž ho odmítal uznat za papeže; církev tehdy měla papeže tři a Ladislav byl stoupencem papeže Řehoře XII. Všem věřícím, kteří se zúčastní křížové výpravy nebo finančně přispějí na tuto výpravu, byly uděleny plnomocné odpustky. Kramářský prodej odpustků však v některých zemích narazil na odpor světských i církevních činitelů. Proti se postavila např. vídeňská univerzita a přiměla rakouského vévodu k tomu, že kupčení s odpustky nepřipustil.
Nuncius papeže Jana XXIII. s plnou mocí pro hlasatele odpustků přijel do Prahy dne 1. května 1412. Byl jím pasovský děkan Václav Tiem, rodem Moravan z Mikulova, ale národností Němec. Přinesl také palium pro nového pražského arcibiskupa Albíka z Uničova a žádal krále i arcibiskupa o dovolení, aby směl odpustky hlásat a sbírat peníze na ten účel. Získal si přízeň krále Václava IV., protože bylo nepsaným zvykem, že za podporu při hlásání odpustků dostával panovník podíl na výnosu. Král měl ostatně i politické důvody k tomu, aby se snažil papeži vyhovět.
Bula odpustková byla vyhlášena slavnostně, bubnováním, na veřejných místech a Tiemem ustanovení komisaři i jiní kazatelé povzbuzovali lid, aby se snažil odpustky získat. Věřící odváděli příspěvky buď osobně komisařům, nebo do tří velkých schránek, které byly umístěny v katedrále sv. Víta, v kostele vyšehradském a v Týnském chrámu. Místo peněz přijímali komisaři i různé zboží.
Proti kupčení s odpustky rozhodně vystoupil mistr Jan Hus a další reformně naladění teologové, především Jeroným Pražský. Nabádali lidi k tomu, aby nedávali peníze na odpustky. Měli podporu značné části studentů i dalších obyvatel Prahy. Byly zpívány potupné popěvky o odpustcích, opisy buly, přibité v chrámech, i schránky na příspěvky byly pomazávány smolou a lejnem.
Do této doby kladou někteří badatelé studentskou demonstraci, kterou zorganizovali pan Voksa z Valdštejna a mistr Jeroným Pražský. Z Malostranského náměstí vyšel průvod, v jehož středu byl alegorický vůz, ověšený pečetěmi na způsob papežských bul. Na něm seděl student přestrojený za prostitutku, se zvonečky a klenoty na rukou, byl ověšen napodobeninami odpustkových bul a svůdnými gesty i lichotivými slovy nabízel tyto buly divákům. Průvod se ubíral Prahou až k popravišti novoměstskému, kde byly za nadšeného jásotu davu buly spáleny pod pranýřem.
Král Václav IV. byl postojem Husa a jeho stoupenců velmi podrážděn; znepokojily ho zvláště výtržnosti v kostelech a na ulici. Nařídil proto pražským konšelům, aby proti buřičům tvrdě zasáhli.

## Poprava tří mládenců

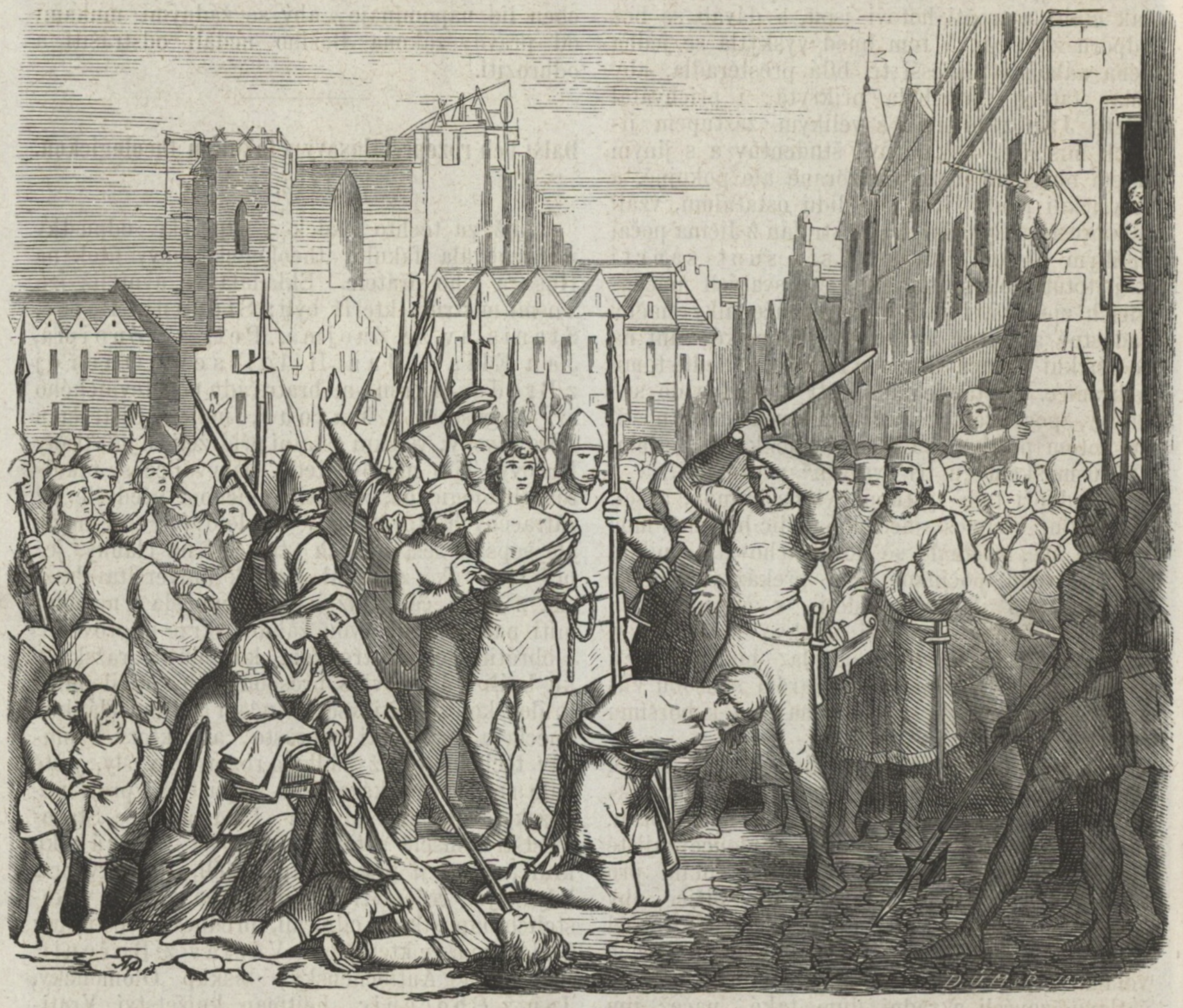
Ilustrace popravy od Petra Maixnera vydaná v díle Česko-moravská kronika roku 1868

V neděli 10. července 1412 došlo opět výtržnostem ve třech kostelích, kde několik mladíků pokřikovalo na kazatele, kteří hlásali odpustky, že odpustky jsou lživé a špatné. Mladíci byli zatčeni a uvězněni ve Staroměstské radnici; jednoho přivedli z katedrály svatého Víta, druhého z baziliky sv. Jakuba a třetího z Týnského chrámu. Byli to řemeslničtí tovaryši a jmenovali se Martin, Jan a Stašek. Když se to dověděl Hus, přišel v pondělí 11. července ráno s několika univerzitními mistry a s velkým zástupem studentů na radnici. Konšelům řekl, že on je původcem odporu proti odpustkům, ať tedy potrestají jeho, ale ne ty tři tovaryše. Konšelé, zastrašeni sběhem studentstva a lidu, ho ujistili, že se mládencům nic nestane, a Hus i s ostatními odešel do Betlémské kaple.
Když však Hus odešel a zástupy lidu se poněkud rozptýlily, přikázali konšelé, aby mladíci byli popraveni; pravděpodobně se tak stalo dle výslovného příkazu krále Václava IV. Václav Vladivoj Tomek však upozornil i na aspekt národnostní: konšelé byli téměř všichni Němci, odtud snad ona nesmlouvavá přísnost vůči českým tovaryšům.
Pochopové vedli provinilce ze Staroměstské radnice na popraviště novoměstské, kde měli být sťati. Protože se však opět začal sbíhat dav, kat je popravil hned blízko radnice, v místě, kde ústí do Staroměstského náměstí nynější Železná ulice, poblíž domu Jana Celného (nynější dům U zlatého jednorožce). Přítomného zástupu se zmocnilo velké náboženské vzrušení. Když biřici volali, že sťat bude každý, kdo se podobným způsobem proviní, mnozí se dobrovolně hlásili, že chtějí trpět. Někteří byli také hned zatčeni a odvedeni do šatlavy. Zbožné ženy pražské (možná bekyně) vytíraly krev mučedníků šátky jako vzácnou relikvii, ba prý ji dokonce i lízaly. Nějaká paní zakryla mrtvá těla bílými prostěradly.
Mistr Jan z Jičína, který se dostavil v čele zástupu univerzitních mistrů a studentů, dal těla zavinutá v prostěradlech přenést do Betlémské kaple, přičemž začal silným hlasem zpívat responsorium Isti sunt sancti [tito jsou svatí], které se zpívá o svatých mučednících. V kapli byla těla pohřbena a následující den zde byla za ně sloužena mše, ale nikoliv zádušní, nýbrž slavnostní mše o svatých mučednících.

Tyto události nesmírně popudily krále Václava IV. Na dotaz konšelů, co mají dělat, prý odpověděl: A kdyby jich bylo tisíc, ať se jim stane jako těm třem, a nemáte-li katů a biřiců, dám je přivézti z ciziny. Ale konšelé se báli nepokojů, a proto zatčené odpůrce odpustků v tichosti propustili.

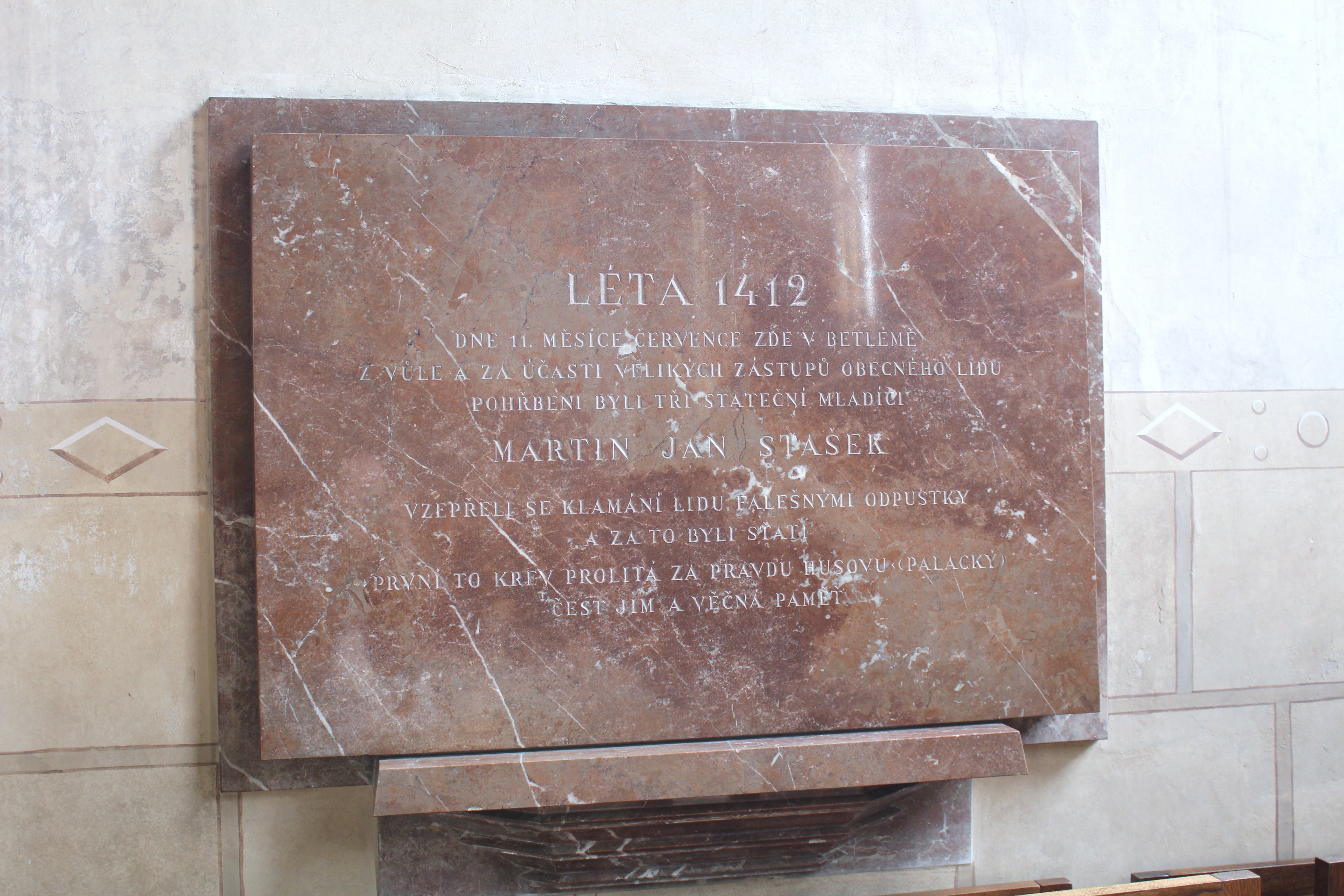
Mramorová deska v sále Betlémské kaple na paměť tří mladíků, kteří byli popraveni, protože kladli odpor hlásání odpustků

Odpůrci Husova reformního hnutí zdůrazňovali, že popravení mladíci byli potrestáni za výtržnosti při bohoslužbě, že trest byl sice příliš přísný, ale dle práva spravedlivý, že jsou to „mučedníci" vzdoru a neposlušnosti. Hus byl obviňován, že se pokouší popravené mládence neoprávněně svatořečit, a Betlémská kaple byla posměšně nazývána kaplí „U třech svatých".
Mistr Jan Hus nechtěl stupňovat rozčilení ve společnosti, a proto se v neděli, která následovala po popravě, v kázání o události nezmínil. Když se však rozšířily zvěsti, že mu biřici zamkli ústa, hned další neděli (24. července) o třech popravených obšírněji promluvil, chválil je a napomínal posluchače, aby se žádnými mukami nedali odradit od pravdy.
I později se o třech sťatých mládencích zmiňuje, např. v české nedělní Postile a v Knížkách o svatokupectví, kde uvádí, že Martin, Jan a Stašek své životy obětovali Bohu. V jednom ze svých hlavních děl, v traktátu De ecclesia [O církvi], napsal: ... byvše naučeni milosti Boží, prostí laikové a kněží učí přemnohé příkladem dobrého života a veřejně odporujíce lživému slovu Antikristovu, padají od meče, jak jest patrno na laicích Janovi, Martinovi a Staškovi, kteří odporujíce lživým žákům Antikristovým, mečem padli.
Poprava tří mládenců byla vzpomínána i později, jejich osud připomíná např. Jan Amos Komenský v Historii o těžkých protivenstvích církve české. Když byla po 2. světové válce znovu postavena Betlémská kaple, byla pod okno na východní stěně sálu umístěna mramorová deska s tímto nápisem:
LÉTA 1412 / DNE 11. MĚSÍCE ČERVENCE ZDE V BETLÉMĚ / Z VŮLE A ZA ÚČASTI VELKÝCH ZÁSTUPŮ OBECNÉHO LIDU / POHŘBENI BYLI TŘI STATEČNÍ MLADÍCI / MARTIN JAN STAŠEK / VZEPŘELI SE KLAMÁNÍ LIDU FALEŠNÝMI ODPUSTKY / A ZA TO BYLI SŤATI / PRVNÍ TO KREV PROLITÁ ZA PRAVDU HUSOVU. ( PALACKÝ ) / ČEST JIM A VĚČNÁ PAMĚŤ.

Církev československá husitská považuje tyto husitské prvomučedníky za svědky Páně a 11. července si připomíná jejich památku.